# Stern
Abreviatura científica del botánico inglés Frederick Claude Stern 1884-1967
Stern ("Estrella" en alemán) es una revista de noticias de periodicidad semanal publicada en Alemania. Fue fundada en 1948 por Henri Nannen y, actualmente, es publicada por la editorial hamburguesa Gruner + Jahr, una subsidiaria de Bertelsmann. 
Es conocida internacionalmente por haber publicado los supuestos Diarios de Hitler en 1983. Poco después de su publicación, una investigación forense reveló que se trataba de una falsificación, hecho que llevó a la dimisión de los editores de la revista y a un gran escándalo que es visto como uno de los peores momentos del periodismo alemán. El incidente ocasionó una crisis importante para la revista, dado que su credibilidad resultó severamente dañada y debió reconstruir su reputación desde cero.

## Historia
Henri Nannen creó la revista a partir de una revista juvenil previa denominada Zick Zack. El primer número apareció el 1 de agosto de 1948 tras obtener un permiso del gobierno militar británico para cambiar el nombre de Zick-Zack a Stern, para la cual Nannen había sacado el permiso meses antes. El primer número tenía 16 páginas y una portada que mostraba a la actriz Hildegard Knef.
En 1950, tras publicar un artículo sobre el despilfarro de dinero por parte de los Aliados, la administración británica vetó la revista por una semana. En 1951, Nannen vendió su participación en la revista a la editorial Gruner + Jahr. 
En los años 50, el semanario acogerá también series de historieta alemanas, entre las que destacan Jimmy das Gummipferd (1953-76) de Roland Kohlsaat,  Taró (1959-68) de Fritz Raab/Franz-Werner Richter-Johnsen y Reinhold das Nashorn de Loriot.
En 1968, Stern y Die Zeit empezaron a publicar Stern-Zeit, un periódico bisemanal para ciegos, que dejó de producirse a mediados de 2007 debido a problemas financieros. En 1976, desaparecen también las historietas de origen alemán, limitándose sus editores a reproducir tiras estadounidenses como Hägar the Horrible y Peanuts.
En 1990, Stern publicó un artículo título "Soy un masoquista", cuya autora discutió su inicio literario como miembro de la escena BDSM. Esta publicación causó un intenso debate público, que incluyó la ocupación por parte de algunas activistas feministas de la oficina editorial de Stern. 
Stern ha perdido a cuatro periodistas muertos en actividad. En enero de 1995, Jochen Piest fue asesinado por un francotirador cerca de la capital chechena de Grozni. Gabriel Grüner y Volker Krämer murieron cerca de Dulje en Kosovo. En noviembre de 2001, Volker Handloik falleció en una emboscada al norte de Afganistán.